# Pavel Kostytchev
Pavel Andreïevitch Kostytchev (Па́вел Андре́евич Ко́стычев), né le 12 (24) février 1845 à Karnaoukhovo dans le gouvernement de Riazan et mort le 21 novembre (3 décembre) 1885 à Saint-Pétersbourg), est un éminent pédologue, agronome, géobotaniste et microbiologiste russe.

## Biographie
Il naît dans une famille paysanne dans un petit village du gouvernement de Riazan, non loin de Chatsk. Le seigneur du village, reconnaissant ses dons, décide de lui financer ses études et l'envoie à l'école de Chatsk qu'il termine en 1860. Après avoir terminé l'école d'agriculture de Moscou en 1864, il poursuit ses études à l'école d'agriculture de Saint-Pétersbourg dont il sort en 1869. Mais au lieu de retourner au service du propriétaire terrien, il décide de s'orienter vers la recherche. Il expérimente la théorie de Louis Grandeau ce qui lui permet de poser la question de l'humus comme pitance de la végétation, question qu'il contredit bientôt. Il enseigne à partir de 1876 à l'université impériale de Saint-Pétersbourg et devient professeur. Il entre à la Société d'économie libre pour étudier la constitution chimique du tchernoziom, organisant ainsi pour la première fois en Russie un laboratoire agronomique en 1878.
Kostytchev défend sa thèse en 1881, portant sur Les liens phosphoriques insolubles des sols. Il est envoyé l'année suivante en Allemagne et en France pour étudier la vaccination contre la maladie du charbon. Il travaille au laboratoire de Pasteur, ce qui l'amène à des recherches en microbiologie des sols.
Kostytchev s'oppose à Doboukaïev. Il formule son point de vue sur la formation des sols dans un ouvrage intitulé Les sols de la région du tchernoziom en Russie: leur provenance, leur composition et leur caractéristique (1886). Selon lui, le tchernoziom est le dérivé de la propagation et de la physiologie des plantes supérieures; il minimise le rôle des facteurs restants présentés par Doboukaïev (particulièrement le climat). Il apporte une contribution importante en découvrant le rôle des microorganismes du sol dans la décomposition des résidus végétaux et dans la formation de l'humus.
À partir de 1885, il travaille au ministère de l'agriculture et des propriétés d'État et devient directeur du département de l'agriculture en 1894.
Il est enterré au cimetière Saint-Nicolas de Saint-Pétersbourg.

## Quelques publications
- Посев полевых растений и употребляемые при нём машины и орудия (1881 в соавторстве с В. Черняевым) [Les semis des grandes cultures et l'utilisation de machines et d'outils] (avec V. Tcherniaïev)
- Нерастворимые фосфорнокислые соединения почв (1881 [Les composés insolubles phosphoriques des sols]
- Общедоступное руководство к земледелию (1884) [Vade-mecum de l'agriculture]
- Учение об удобрении почв (1884) [ Apprentissage à propos des engrais des sols]
- Учение о механической обработке почв (1885) [ Apprentissage à propos de la mécanisation du travail des sols]
- Почвы чернозёмной области России, их происхождение, состав и свойства (1885) [Les sols de la région du Tchernoziom de Russie, leur provenance, leur composante et leur caractéristique]
- Возделывание важнейших кормовых трав (1886) [La culture des plantes fourragères les plus importantes]
- Обработка и удобрение чернозёма (1892). [Traitements et engrais pour le tchernoziom]

## Hommages
Son nom a été donné à l'université agrotechnologique d'État de Riazan, ainsi qu'à des rues à Riazan, Briansk, Volgograd, Kharkov, Irkoutsk, Novossibirsk, Toula et Chatsk.

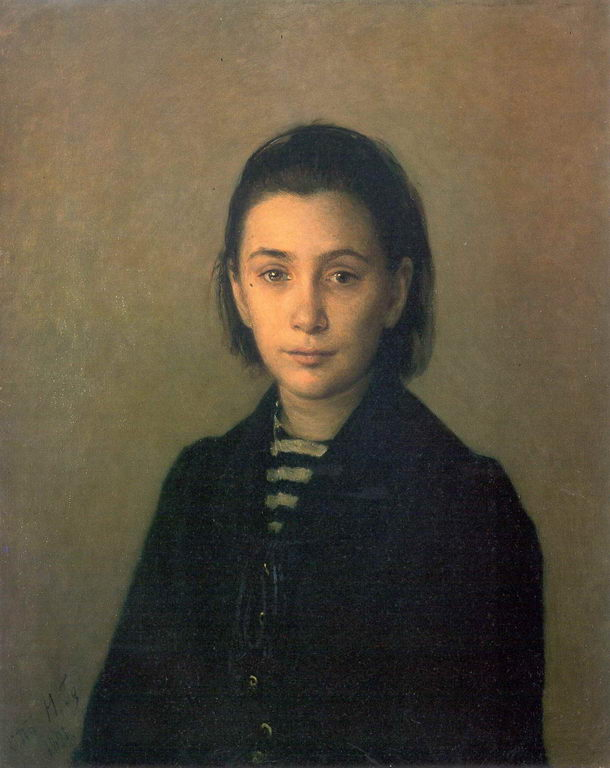
Portrait de sa fille Olga par Gay en 1891 (musée Russe de Saint-Pétersbourg)
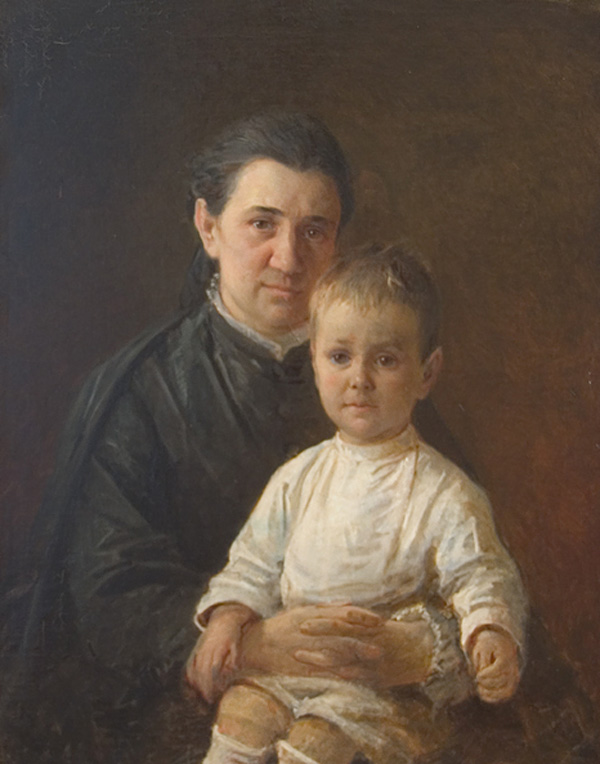
Portrait de sa femme (née Eudoxie Fokine) et de son fils Sergueï (1877-1931) par Gay en 1891 (musée Russe)

## Source
- (ru) Cet article est partiellement ou en totalité issu de l’article de Wikipédia en russe intitulé « Костычев, Павел Андреевич » (voir la liste des auteurs).